# John Phillip Law
Pour les articles homonymes, voir Law.
John Phillip Law est un acteur américain, né le 7 septembre 1937 à Los Angeles en Californie et mort le 13 mai 2008 dans la même ville. Son rôle le plus mémorable au cinéma est celui du bandit masqué Diabolik dans Danger : Diabolik ! de Mario Bava (1968), ainsi que celui de l'ange aveugle Pygar, aux côtés de Jane Fonda, dans Barbarella de Roger Vadim sorti la même année.

## Biographie
John Phillip Law est né à Los Angeles en Californie, fils du shérif adjoint John Law et de l'actrice Phyllis Sallee et frère de l’acteur Thomas Augustus Law. Il a obtenu son diplôme au lycée d’Hollywood et à l’université d'Hawaï, où il étudie la psychologie et, en même temps, la production scénique : il décide alors de devenir un acteur professionnel.
Le 13 décembre 2007, les médecins lui diagnostiquent le cancer du pancréas. Il meurt cinq mois après, le 13 mai 2008 chez lui à Los Angeles. Ses cendres sont dispersées dans la mer.

## Filmographie

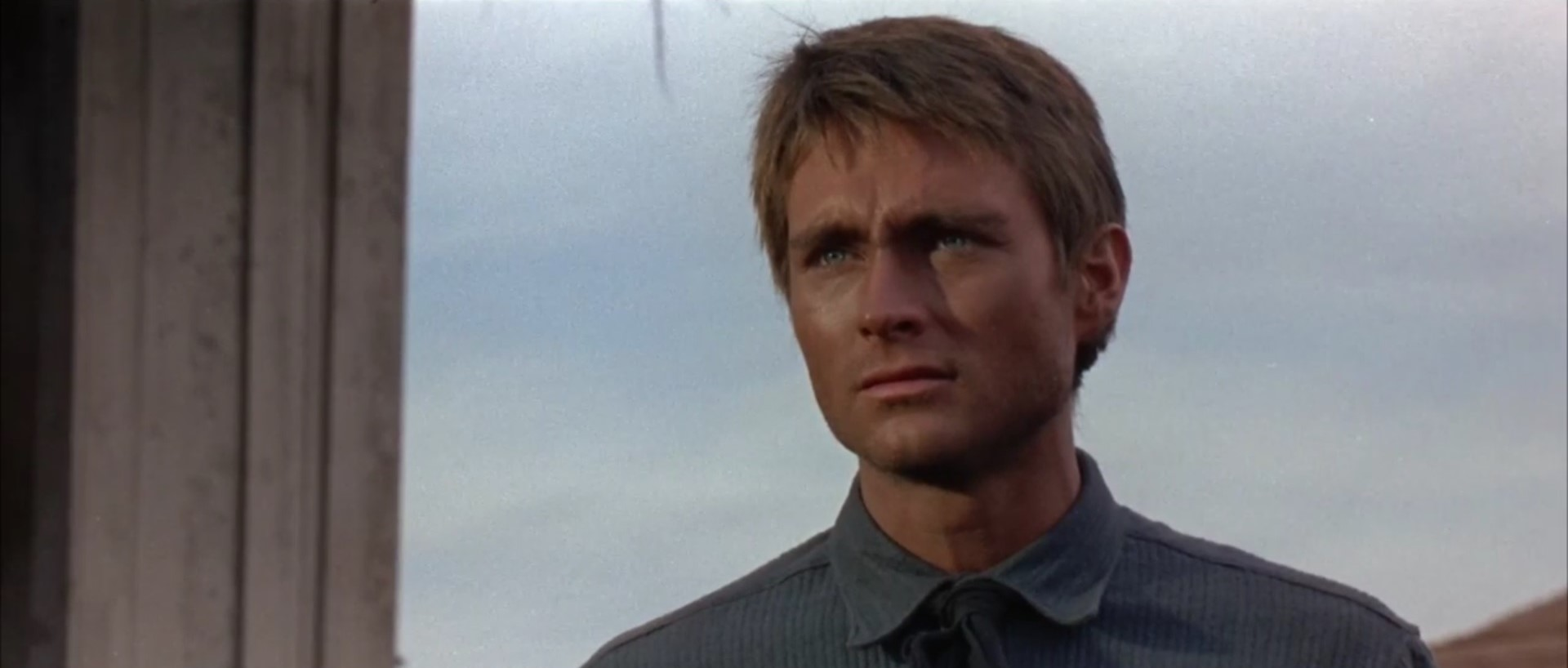
John Phillip Law dans le western-spaghetti
La mort était au rendez-vous (1967).

### Cinéma

#### Années 1950
- 1950 : The Magnificent Yankee de John Sturges
- 1951 : Show Boat de George Sidney : Extra

#### Années 1960
- 1962 : Smog de Franco Rossi
- 1964 : Haute Infidélité (Alta infedeltà) de Franco Rossi : Ronald (séquence Scandaloso)
- 1964 : Tre notti d'amore de Luigi Comencini : Fra Felice (séquence Fatebenefratelli)
- 1966 : Les Russes arrivent (The Russians Are Coming the Russians Are Coming) de Norman Jewison : Alexei Kolchin
- 1967 : Que vienne la nuit (Hurry Sundown) d'Otto Preminger : Rad McDowell
- 1967 : La mort était au rendez-vous (Da uomo a uomo) de Giulio Petroni : Bill Meceita
- 1967 : Le Harem (L'Harem) de Marco Ferreri
- 1968 : Danger : Diabolik ! (Diabolik) de Mario Bava : Diabolik
- 1968 : Barbarella de Roger Vadim : Pygar
- 1968 : Skidoo d’Otto Preminger : Stash
- 1968 : Le Sergent (The Sergeant) de John Flynn : le soldat Tom Swanson
- 1969 : Certain, probable et même possible (Certo, certissimo, anzi… probabile) de Marcello Fondato : Crispino

#### Années 1970
- 1970 : Le Maître des îles (The Hawaiians) de Tom Gries : Noel Hoxworth
- 1970 : Michel Strogoff (Strogoff) d’Eriprando Visconti : Michel Strogoff
- 1971 : Le Baron rouge (Von Richthofen and Brown) de Roger Corman : le baron Manfred von Richthofen
- 1971 : Love Machine (The Love Machine) de Jack Haley Jr. : Robin Stone
- 1971 : The Last Movie de Dennis Hopper : le petit frère
- 1973 : Poussière d'étoiles (Polvere di stelle) d’Alberto Sordi : John
- 1974 : Le Voyage fantastique de Sinbad (The Golden Voyage of Sinbad) de Gordon Hessler : Sinbad
- 1974 : La Chasse sanglante (Open Season) de Peter Collinson : Greg
- 1975 : La Nuit de la peur (The Spiral Staircase) de Peter Collinson : Steven Sherman
- 1975 : Docteur Justice de Christian-Jaque : Dr Benjamin Justice
- 1976 : Un sussurro nel buio de Marcello Aliprandi : Alex
- 1976 : Tu dios y mi infierno de Rafael Romero Marchent : Martín
- 1976 : Le Pont de Cassandra (The Cassandra Crossing) de George P. Cosmatos : le caporal Stark
- 1976 : Un risque à courir  (Target of an Assassin) de Peter Collinson : Shannon
- 1977 : Voyeur pervers (L'occhio dietro la parete) de Giuliano Petrelli : Arturo
- 1978 : Der Schimmelreiter (de) de Alfred Weidenmann : Hauke Haien
- 1979 : Les Vierges damnées (Un'ombra nell'ombra) de Pier Carpi : l’exorciste

#### Années 1980
- 1980 : Yuan de Yao-Chi Chen : A.P. Karns
- 1981 : Force de frappe (Attack Force Z de Tim Burstall : le lieutenant J.A. (Jan) Veitch
- 1981 : Tarzan, l'homme singe (Tarzan, the Ape Man) de John Derek : Harry Holt
- 1983 : Tin Man de John G. Thomas : Dr Edison
- 1984 : La Forêt explosive (de) (Danger – Keine Zeit zum Sterben) de Helmuth Ashley : Ted Barner
- 1985 : Train express pour l'enfer (en) (Night Train to Terror), segment L'Affaire Harry Billings (The case of Harry Billings) de John Carr : Harry Billings
- 1985 : Le Commando du triangle d'or (American Commandos) de Bobby A. Suarez : Kelly
- 1986 : Rémission pour un voyou (L.A. Bad) de Gary Kent : Dr Stephen Kendrick
- 1987 : Johann Strauss, le roi sans couronne de Franz Antel : Maximilian Steiner
- 1987 : Moon in Scorpio de Gary Graver : Allen
- 1987 : Colpo di stato de Fabrizio De Angelis : Shaw
- 1988 : Thunder III (Thunder 3) de Fabrizio De Angelis : le shérif
- 1987 : Striker d’Enzo G. Castellari : Frank Morris
- 1988 : Space Mutiny de David Winters et Neal Sundstrom : le pilote Elijah Kalgan
- 1988 : Delirio di sangue (it) de Sergio Bergonzelli : Charles Saint Simone
- 1989 : American Heroes 1 (A Case of Honor) d’Eddie Romero : le capitaine Roger L. Barnes
- 1989 : Duel à Las Vegas (Cold Heat) d’Ulli Lommel : R.C. Mallon
- 1989 : Nerds of a Feather de Gary Graver

#### Années 1990
- 1990 : Alienator de Fred Olen Ray : Ward Armstrong
- 1990 : Little Women of Today : Tycoon
- 1991 : Alaska Stories : l’escroc aristocratique
- 1992 : Marilyn Alive and Behind Bars de John Carr : Harry Billings
- 1992 : Il giorno del porco de Sergio Pacelli : Azazel
- 1992 : Europa Mission : le colonel Ferri
- 1993 : Angel Eyes de Gary Graver : Steven Fox, parrain d’Angel
- 1992 : Shining Blood de Stash Klossowski : Heep
- 1995 : Brennendes Herz de Peter Patzak : Böhme
- 1996 : Hindsight de John T. Bone : Vincent Lehman
- 1999 : Wanted de Harald Sicheritz : le cow-boy

#### Années 2000
- 2000 : Bad Guys de Bryan Genesse : le shérif
- 2001 : CQ de Roman Coppola : le président
- 2002 : Curse of the Forty-Niner (en) de John Carl Buechler : le shérif Murphy
- 2004 : I tre volti del terrore de Sergio Stivaletti : le professeur Peter Price
- 2006 : Ray of Sunshine de Norbert Meisel
- 2008 : Chinaman's Chance d’Aki Aleong : Dan, le chef d’équipe
- 2012 : L'apocalisse delle scimmie de Romano Scavolini

### Télévision

#### Téléfilms
- 1978 : Tod im November de Helmut Pfandler : John Vanetti
- 1979 : The Best Place to Be de David Miller : Dr Mancini
- 1987 : Gila and Rik d’Enzo Doria : Alessio
- 1988 : Una grande storia d'amore de Duccio Tessari : Marcello
- 1997 : My Ghost Dog de John Putch : Peter Avelino

#### Séries télévisées
- 1973 : Les Feux de l'amour (The Young and the Restless) : Jim Gringer
- 1982 : La croisière s'amuse (The Love Boat) : George Wetlin (saison 5, épisode 16 : Green, But Not Jolly / Past Perfect Love / Instant Family)
- 1985 : Arabesque (Murder She Wrote) : Sven Torvald (saison 2, épisode 1 : Widow, Weep for Me)
- 1985 : It's a Living : Hank Dobson (saison 3, épisode 3 : Cassie's Cowboy)
- 1989 : Quattro piccole donne
- 1990 : Le Gorille : le Finlandais (saison 1, épisode 6 : Le Gorille sans cravate)
- 1992 : Europa Connection
- 1993 : Alaska Kid : Robert (saison 1, épisode 12 : Tödliches Poker)
- 1997 : Spider-Man, l'homme-araignée (Spider-Man: The Animated Series) : Le Chat / John Hardesky (2 épisodes)
- 2005 : SOKO Kitzbühel : Bob Snyder (saison 5, épisode 1 : Feindliche Übernahme)

## Anecdote
En 1975, sur le tournage du film Docteur Justice de Christian-Jaque, John Philip Law refuse d’être doublé pour une cascade dangereuse au sommet d’une cheminée d’usine haute d’une trentaine de mètres. Alors qu’il descend le long de l’édifice et que son réalisateur lui demande d’accélérer, l’acteur finit par lâcher le câble et chute en arrière avant de traverser une toiture. Le tournage est interrompu plusieurs mois.

## Voix françaises
| - Bernard Tiphaine (*1938 - 2021) dans : - Barbarella - Skidoo - Le Sergent - Alienator - Bernard Woringer (*1931 - 2014) dans : - Danger : Diabolik ! - Tarzan, l'homme singe - Dominique Paturel (*1931 - 2022) dans : - Michel Strogoff - Docteur Justice | et aussi - Hubert Noël (*1924 - 1987) dans Que vienne la nuit - Jacques Deschamps (*1931 - 2001) dans La mort était au rendez-vous - Pierre Fromont (*1925 - 2015) dans Le Maîtres des îles - Jacques Thébault (*1924 - 2015) dans Le Baron rouge - Claude Giraud (*1936 - 2020) dans Le Voyage fantastique de Sinbad - René Roussel (*1928 - 2003) dans Le Pont de Cassandra - Pierre Marteville dans Un risque à courir - Hervé Jolly dans Force de frappe - Igor de Savitch dans Arabesque (série télévisée) |